# Cro – Im Tal der Mammuts
Cro – Im Tal der Mammuts (Originaltitel: Cro) ist eine US-amerikanische Zeichentrickserie, die zwischen 1993 und 1995 produziert wurde.

## Handlung
Der elfjährige Cro wird von Neandertalern in Wollenhausen adoptiert.  In den wolligen Mammuts hat Cro neue Freunde gefunden, mit denen er viele unterschiedliche Abenteuer erlebt.

## Produktion und Veröffentlichung
Produziert wurde die Serie von 1993 bis 1995 in den Vereinigten Staaten. Dabei sind 2 Staffeln mit 21 Episoden entstanden. In Deutschland wurde die Serie auf Junior und K-Toon ausgestrahlt.

## Episodenliste

### Staffel 1
| Nr. | deutscher Titel                               | englischer Titel                  |
| 1   | Fliegende Steine                              | Just A Stone’s Throw Away         |
| 2   | Keine Zeit für Steamer                        | No Time For Steamer               |
| 3   | Hungrige Räder                                | Destroy All Buckies               |
| 4   | Vom Winde verweht                             | It’s Snow Problem                 |
| 5   | Mit voller Wucht                              | Let Me Help                       |
| 6   | Das große, schlanke Ding mit den vielen Füßen | The Legend Of Big Thing           |
| 7   | Wer zuletzt lacht …                           | Laugh Mammoth, Laugh              |
| 8   | Cool bleiben!                                 | Pakka’s Cool Invention            |
| 9   | Spieglein Spieglein …                         | Here’s Looking At You, Cro        |
| 10  | Der Traum vom Fliegen                         | No Way Up                         |
| 11  | Verständigungsprobleme                        | Adventures In Miscommunications   |
| 12  | Rettung von der Mansch-Insel                  | Escape From Mung Island           |
| 13  | Die Erfindung des Flaschenzugs                | Pulley For You                    |
| 14  | Böse Falle                                    | Things That Eat Mung In The Night |

### Staffel 2
| Nr. | deutscher Titel             | englischer Titel                |
| 15  | Die zu kurz geratene Brücke | A Bridge Too Short              |
| 16  | Das begehrte Wildschwein    | Meal Like A Pig                 |
| 17  | Wasser ist zum Waschen da   | What’s That Smell               |
| 18  | Spiel’s nicht nochmal, Cro! | Play It Again, Cro … .Not!      |
| 19  | Wer am längeren Hebel sitzt | Lever In A Million Years        |
| 20  | Heiß und kalt               | Turn Up The Heat                |
| 21  | Ein Mammut auf Rädern       | They Move Mammoths, Don’t They? |